# Harry Nathorst
Harry Johan Hjalmar Nathorst, född 22 februari 1882 i Stockholm, död där 18 augusti 1938, var en svensk bergsvetenskapsman.
Harry Nathorst var son till Alfred Nathorst. Han avlade mogenhetsexamen i Stockholm 1900, blev samma år elev vid Tekniska högskolan och utexaminerades som bergsingenjör 1905. Samma år antogs han till extraordinarie tjänsteman i Kommerskollegii bergsbyrå, och 1905–1906 utförde han geologiska och magnetiska arbeten i Kiruna för Luossavaara-Kiirunavaara AB. 1906 anställdes han av AB Gellivare Malmfält i Malmberget som gruvmätare, och blev där andre gruvingenjör 1907 och var ingenjör även för de gruvmekaniska anläggningarna och sovringsverken 1908–1913. Från 1913 var Nathorst Jernkontorets gruvingenjör, och dessutom var han VD för Margretelunds gruv AB 1916–1927 och för AB Bergsbyrån i Stockholm 1918–1923. Nathorsts bergsvetenskapliga forskning berörde bland annat anriknings-, borrnings- och transportproblem. Särskilt märks hans insatser inom den elektriska malmletningens område. Här införde han tillsammans med Hans Lundberg 1918 de så kallade linjeelektroderna, som gav en praktisk användbar form för elektrisk malmletning.